# Kville, Tanums och Bullarens tingslag
Kville, Tanums och Bullarens tingslag var ett tingslag i Göteborgs och Bohus län i Norrvikens domsaga. Tingsplatsen var i Tanumshede.
Tingslaget omfattade Kville härad, Tanums härad och Bullarens härad. 
Tingslaget bildades 1904 av Kville tingslag, Bullarens tingslag och Tanums tingslag uppgick 1 januari 1927 i Norrvikens tingslag.